# Sparkasse Werl
Die Sparkasse Werl war eine öffentlich-rechtliche Sparkasse mit Hauptsitz in Werl. Sie war eine Zweckverbandssparkasse der Stadt Werl und der Gemeinden Wickede und Ense. Am 1. Januar 2018 wurde die Sparkasse Werl mit der Sparkasse Soest zur Sparkasse SoestWerl zusammengelegt.

## Geschäftszahlen
Die Sparkasse Werl wies im Geschäftsjahr 2017 eine Bilanzsumme von 783,5 Mio. Euro aus und verfügte über Kundeneinlagen von 532,82 Mio. Euro. Gemäß der Sparkassenrangliste 2017 lag sie nach Bilanzsumme auf Rang 334. Sie unterhielt 7 Filialen/SB-Standorte und beschäftigt 159 Mitarbeiter.

## Geschichte

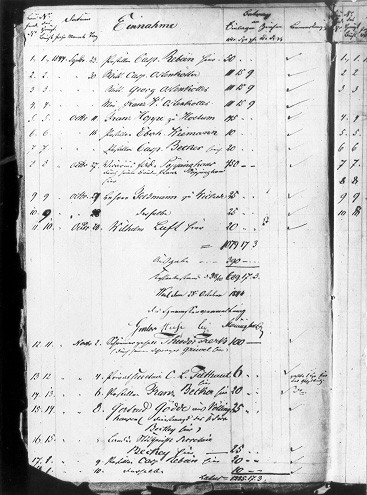
Kassenjournal aus der Buchführung der Stadtsparkasse von 1844

Die Stadtsparkasse Werl wurde im Jahr 1844 gegründet. Am 20. Mai 1844 billigte der Oberpräsident der Provinz Westfalen die Satzung der Städtischen Sparkasse zu Werl. In einem Zimmer im Werler Rathaus wurde an zwei Tagen die Woche der Schalter geöffnet.
Im darauf folgenden Jahr 1845, dem ersten vollen Geschäftsjahr der Stadtsparkasse gab es 226 Einzahlungen mit 18.180 Thalern, 8 Silbergroschen und 7 Pfennigen. Ihnen standen 4.541 Thaler, 20 Silbergroschen und 10 Pfennige an Rückzahlungen gegenüber.
Im Jahr 1850 zog die Sparkasse in das Haus Döneke am Kälbermarkt. 1868 zahlte das Kreditinstitut erstmals Überschüsse an die Stadt, die zum Bau des Werl Neheimer Kommunicationsweges, der heutigen Bundesstraße 516, verwendet wurden. 1894 gründete das Unternehmen eine zweite Sparkasse, die Amtssparkasse. Die Geschäftsräume befanden sich im Haus Schlichting am Kälbermarkt. Zwei Jahre später, 1896, trat des Amt Bremen der Amtssparkasse bei, die danach den Namen Sparkasse der Ämter Werl – Bremen führt. 1912 gründete die Ämtersparkasse Zweigstellen in Niederense und Wickede. Die im gleichen Jahr eröffnete Zweigstelle in Westönnen ist vermutlich nach dem Ersten Weltkrieg nicht weitergeführt worden.

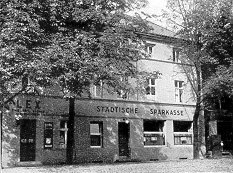
Hauptstelle der Städtischen Sparkasse am Markt (1932)

Im Jahr 1932 wurde das Sparkassenrecht auf neue Grundlagen gestellt. Die Sparkassen wurden rechtlich selbstständig. Ein Vertrag zwischen der Sparkasse und der Stadt Werl wurde aufgrund der geänderten Sparkassensatzung getroffen. 1937 erfolgte ein Zusammenschluss der Stadtsparkasse und der Ämtersparkasse zur Sparkasse Werl (Zweckverbandssparkasse der Stadt Werl und der Ämter Werl und Bremen). Im Jahr 1958 wurde des neuen Sparkassengebäudes an der Engelhardstraße 4 fertiggestellt und der Dienst aufgenommen.
Im Jahr 1979 erfolgte die Gründung der Sparkassenstiftung zur Förderung von Kunst und Wissenschaft anlässlich des 135. Jubiläums der Sparkasse Werl. 2000 wurde das Sparkassengebäude an der Engelhardstraße 4 nach zweijähriger Neu- und Umbauzeit offiziell eingeweiht. 2008 eröffnete die S1 der Sparkasse Werl.